# یوجین سرنان
یوجین آندرو سرنان (به انگلیسی: Eugene Andrew Cernan) (۱۴ مارس ۱۹۳۴–۱۶ ژانویه ۲۰۱۷) فضانورد ناسا و یازدهمین انسانی بود که طی مأموریت آپولو ۱۷ بر کره ماه گام نهاد. وی همچنین آخرین انسانی است که تا کنون قدم روی کرهٔ ماه گذاشته‌است. یوجین سرنان در ۱۶ ژانویه ۲۰۱۷ در سن ۸۲ سالگی درگذشت.